# Книга на Товита
Книга на Товита е една от неканоничните исторически книги от междузаветния период, която не е част от съвременния канон на Библията. Тя включва 14 глави с разкази на „Товит, син Товиилов... от Асииловия род, Нефталимово коляно“[Тов. 1:1] за историята на неговото семейство, което по време на Асирийския плен живее в Ниневия.

## Резюме
Товит, евреин, отведен в плен в Ниневия, е придворен доставчик на Салманасар, от което забогатява много и се отдава на щедра благотворителност. След време той ослепява и обеднява и, останал без подкрепа от общността, моли Бог за помощ. По същото време в Екбатана Мидийска Сарра Рагуилова моли Бог да я избави от тежка беда – седем пъти се жени, но падналият ангел Асмодей умъртвява женихите още в първата брачна нощ. Бог чува молитвите на двамата и им помага по заобиколен начин. На смъртно легло Товит праща сина си Товия в Рага Мидийска, за да получи оставени на съхранение при него 10 таланта. По пътя Товия среща пътник, с когото нощуват край брега на река Тигър. Там Товия, по съвет на спътника си, улавя риба и запазва вътрешностите ѝ като лекарство. Двата стигат в Екбатана и отсядат в дома на бащата на Сарра – по съвет на спътника си Товия се жени за нея, използвайки лекарството от рибата, за да избегне съдбата на предишните ѝ съпрузи. Междувременно спътникът му отива до Рага и му донася дължимите пари. Загрижен за болния си баща, Товия бърза да се върне в Ниневия, където отново използва лекарството от рибата, за да излекува слепотата на баща си. След това там пристига и Сарра с голяма зестра. Товия Сарра искат да се отблагодарят на спътника му, но той им разкрива, че всъщност е архангел Рафаел. Излекуваният Товит предвижда падането на Ниневия и семейството се премества в Екбатана.

## Исторически данни
Според съвременните изследователи книгата е написана между 225 и 175 г. пр. Хр. в Персия или Вавилон. Оригиналът е написан на арамейски или на иврит, по-късно преведен на гръцки в превода на 70-те. Отпечатана е в Кодекс Латина, Ватиканус, Синаитикус и др.
Екзегетите гледат на тази книга като на назидателен роман, с което обясняват нарушената строга хронология на засегнатите исторически събития. Тълкуват я в предобразователно, пророческо-алегоричен смисъл: рибата и Асмодей – богопротивни сили; бракът между Товия и Сарра – съюза на Израил с новозаветната Църква; отвеждането на Сарра в Ниневия – покръстването на езическия свят; Ниневия – езичниците, Сарра – Новозаветната Църква; сладостите в живота заслепяват човека; горчивините го правят да прогледне.